# E8 (matemáticas)
En matemática, {\displaystyle \mathbf {E_{8}} } es el nombre de un grupo de Lie (el más grande) simple y excepcional y del álgebra de Lie que le está asociada. Su álgebra de Lie es formulada con la notación {\displaystyle {\mathfrak {e}}_{8}}.
La estructura E8 fue descubierta en 1887 por el matemático noruego Sophus Lie para estudiar las simetrías.
Es también el nombre dado al correspondiente sistema de generadores y al grupo de Weyl-Coxeter y a algunos grupos de Chevalley simples y finitos. Aunque el sistema E8 fue previsto por Lie, fue Wilhelm Killing (entre 1888-1890) quien le dio la denominación e interpretación más precisa con que actualmente es identificado.
El nombre {\displaystyle E_{8}} se debe a las clasificaciones de las álgebras de Lie simples y complejas de Wilhelm Killing y
Élie Cartan, las cuales comprenden cuatro familias infinitas llamadas {\displaystyle A_{n},\,B_{n},\,C_{n},\,D_{n}} y cinco casi excepcionales, llamadas
{\displaystyle E_{6},\,E_{7},\,E_{8},\,F_{4},\,G_{2}}.
El grupo {\displaystyle E_{8}} es el más grande y el más complicado de estos casos excepcionales y frecuentemente el último caso de la demostración de varios teoremas.

## Descripción básica
E8 posee un rango 8 y 248 dimensiones (como espacio vectorial) y su centro es trivial. Los generadores son, entonces, vectores de dimensión 8 (serán observados más adelante en el presente artículo).
El grupo de Weyl de E8, es del orden 696729600. E8 y el único grupo de Lie simple en el cual la representación no banal de mínima dimensión es la llamada adjoint action (acción adjunta), la cual actúa sobre el álgebra E8 misma.
Existe un álgebra de Lie En para todo número entero n≥3, y es de infinitas dimensiones si n es mayor de 8.

## Formas reales
El grupo de Lie complejo E8, de dimensiones complejas 248 (por lo tanto de dimensión real 496), puede ser considerado como un grupo simple de 496 dimensiones (reales), el cual está simplemente conexo, posee como máximo un subgrupo compacto de la forma compacta de E8 y posee un grupo externo de automorfismos de dimensión 2, generado por la conjugación compleja.
Así como existe el grupo de Lie complejo, existen tres formas reales de E8, todas de 248 dimensiones, del siguiente modo:
- Una forma compacta (aquella a la cual el nombre se refiere a falta de otras informaciones), que es simplemente conexa y posee un grupo externo de automorfismos banales.{\displaystyle E_{8\left(-248\right)}}
- Una split form o forma desplegada, que posee como máximo un subgrupo compacto en el cual se tiene muy en cuenta al spin: {\displaystyle Spin(16)/(Z/2Z)}, grupo fundamental de orden 2, y un no-algebraico doble recubrimiento y posee un grupo externo de automorfismos.
- Una tercera forma, que posee como máximo subgrupo compacto {\displaystyle E_{7}\times SU(2)/(-I\times -I)}, grupo fundamental de orden 2, y un no-algebraico doble recubrimiento así como posee un grupo externo de automorfismos banales. Su notación es {\displaystyle E_{8\left(-24\right)}}

## Teoría de las representaciones
Los coeficientes de las fórmulas de los caracteres para las representaciones irreducibles infinito-dimensionales dependen de algunas matrices cuadradas de polinomios: los polinomios de Lusztig-Vogan, análogos a los polinomios de Kazhdan-Lusztig, introducidos por George Lusztig y David Vogan (1983). El valor de estos polinomios calculados en 1 da los coeficientes de las matrices relativas a la representación estándar (cuyos caracteres son fáciles de describir merced a las representaciones irreducibles).
Estas matrices fueron calculadas tras cuatro años con la colaboración de un equipo denominado Atlas of Lie groups an Representations que reunió a 18 matemáticos e informáticos dirigidos por Jeffrey Adams y con gran parte de la programación hecha por Fokko du Cloux y Marc van Leeuwen.

## Representaciones
{\displaystyle {\mathfrak {e}}_{8}} se distingue de las otras álgebras de Lie de dimensión completa por el hecho de que su más pequeña representación no-trivial es la llamada representación adjunta.
La representación fundamental de E8 es de dimensión 248.

## Construcciones
Se puede construir la forma compacta del grupo E8 como el grupo de automorfismos del álgebra de Lie {\displaystyle {\mathfrak {e}}_{8}} correspondiente. Esta álgebra posee {\displaystyle {\mathfrak {so}}(16)} como subálgebra de dimensión 120 y se puede hacer uso de ella para descomponer la representación adjunta como
{\displaystyle {\mathfrak {e}}_{8}={\mathfrak {so}}(16)\oplus \textstyle {S}_{16}^{+}}
o {\displaystyle S_{16}^{+}} es una de las dos representaciones espinoriales, de tipo Majorana-Weyl del grupo {\displaystyle \operatorname {Spin} \left(16\right)} donde {\displaystyle {\mathfrak {so}}\left(16\right)} es el álgebra de Lie.
Si se denomina {\displaystyle J_{ij}\,} a un juego de generadores por {\displaystyle {\mathfrak {so}}\left(16\right)} y {\displaystyle Q_{a}\,} a los 128 componentes de {\displaystyle S_{16}^{+}} entonces se puede escribir explícitamente las relaciones definitorias {\displaystyle {\mathfrak {e}}_{8}} como
{\displaystyle \left[J_{ij},J_{k\ell }\right]=\delta _{jk}J_{i\ell }-\delta _{j\ell }J_{ik}-\delta _{ik}J_{j\ell }+\delta _{i\ell }J_{jk}\,}
de modo que
{\displaystyle \left[J_{ij},Q_{a}\right]={\frac {1}{4}}\left(\gamma _{i}\gamma _{j}-\gamma _{j}\gamma _{i}\right)_{ab}Q_{b}\,}, que corresponde a la acción natural {\displaystyle \operatorname {so} (16)\,} sobre el espinador {\displaystyle S_{16}^{+}\,}. El conmutador restante (que resulta ser un conmutador aunque no un anticonmutador) está definido entre les componentes del espinador como
{\displaystyle \left[Q_{a},Q_{b}\right]=\gamma _{ac}^{[i}\gamma _{cb}^{j]}J_{ij}\,}.
A partir de estas definiciones se puede observar que la identidad de Jacobi está cumplida.

## Geometría
La forma real compacta de E8 puede ser observada como el grupo de isosimetría de una variedad riemanniana de dimensión 128 denominada plan proyectivo octoniónico.

Este nombre procede de que tal plan puede construirse utilizando un álgebra que está construida como producto tensorial de los octoniones y con ellos mismos. Este tipo de construcción ha sido analizada detalladamente por Hans Freudenthal y Jacques Tits en su construcción del cuadro mágico o cuadrado mágico.

## Enfísica
En el marco de las teorías de la gran unificación y teorías del todo —principalmente en física de las partículas—, El grupo E8 es a veces considerado como grupo de arqueo y referencia en la medida que contiene de una manera natural una serie de otros grupos de gran unificación muy considerados. Esto se puede observar bajo la sucesión de inclusiones
{\displaystyle E_{8}\leftarrow \operatorname {SO} (10)\leftarrow \operatorname {SU} (5)\leftarrow \operatorname {SU} (3)\times \operatorname {SU} (2)\times \operatorname {U} (1)\,}
Por lo demás, el grupo E8 aparece frecuentemente en teoría de las cuerdas y en supergravedad. En la teoría de las cuerdas heteróticas une formulación hace aparecer {\displaystyle \textstyle {E_{8}}\times \textstyle {E_{8}}} (bajo forma compacta) como grupo de Gauge.

De otra parte, en cuanto que la supergravedad maximal está considerada como compactificada o resabiada sobre un toro de dimensión 8 entonces la teoría resultante en dimensión tres posee una simetría global E8 (es decir: la forma desplegada o maximalmente no-compactada). Esto ha sugerido que una versión discreta, cuya notación es {\displaystyle E_{8}\left(\mathbb {Z} \right)\,}, de este grupo sería una simetría, la cual estaría considerada en el contexto de la U-dualidad, de la teoría M.
En noviembre de 2007, un investigador estadounidense, Antony Garrett Lisi, publicó en el sitio de publicaciones ArXiv un artículo muy discutido referido a una teoría unificatoria de las 4 fuerzas elementales (Una teoría del todo excepcionalmente simple) basada en E8.

## Álgebra

### Sistema de raíces
Desde la base formada por las raíces simples {\displaystyle {\mathfrak {so}}(16)}, el sistema de raíces de E8 está formado por un lado de todas las permutaciones de
{\displaystyle \left(\pm 1,\pm 1,0,0,0,0,0,0\right)\,}
que constituye el sistema de raíces de {\displaystyle {\mathfrak {so}}(16)} y poseedor de {\displaystyle 4\times {\begin{pmatrix}8\\2\end{pmatrix}}=112\,} elementos (esto hace añadir nuevamente 8 generadores de Cartan para obtener 120 que es la dimensión de {\displaystyle {\mathfrak {so}}\left(16\right)\,}).
Además se debe añadir a esto las 128 ponderaciones de la representación espinorial {\displaystyle S_{16}^{+}} de {\displaystyle {\mathfrak {so}}\left(16\right)}. Siempre con la misma base, estos son representados por los vectores
{\displaystyle \left(\pm {\frac {1}{2}},\pm {\frac {1}{2}},\pm {\frac {1}{2}},\pm {\frac {1}{2}},\pm {\frac {1}{2}},\pm {\frac {1}{2}},\pm {\frac {1}{2}},\pm {\frac {1}{2}}\right)\,}
de modo que la suma de todas las coordenadas sea pareja. Así éstas son del número {\displaystyle {\frac {1}{2}}\times 2^{8}=128\,}.
Se obtienen entonces {\displaystyle 112+128=240\,} raíces, todas múltiplos de 1. Por abuso de lenguaje se ha considerado también en ocasiones al vector nulo como una raíz nula asociada al subálgebra de Cartan. Como E8 es de rango 8, la raíz nula es entonces de multiplicidad 8. De este modo se describe bien a los 248 generadores del álgebra {\displaystyle {\mathfrak {e}}_{8}}.

## Matriz de Cartan
{\displaystyle {\begin{pmatrix}2&-1&0&0&0&0&0&0\\-1&2&-1&0&0&0&0&0\\0&-1&2&-1&0&0&0&0\\0&0&-1&2&-1&0&0&0\\0&0&0&-1&2&-1&0&-1\\0&0&0&0&-1&2&-1&0\\0&0&0&0&0&-1&2&0\\0&0&0&0&-1&0&0&2\end{pmatrix}}}

## Decodificación del grupoE8{\displaystyle E_{8}\,}
El 19 de marzo de 2007 el Instituto estadounidense de matemáticas (AIM) ha anunciado que los investigadores europeos y estadounidenses luego de cuatro años de trabajo han llegado a decodificar el E8, una de las estructuras matemáticas más complejas y grandes.

El núcleo del grupo de investigadores está constituido por siete matemáticos, cinco estadounidenses y dos franceses: Jeffrey Adams de la Universidad de Maryland, Dan Barbasch de Universidad Cornell, John Stembridge de la Universidad de Míchigan, Peter Trapa de la Universidad de Utah, Marc van Leeuwen de la Universidad de Poitiers, David Vogan del MIT y Fokko du Cloux de la Universidad de Lyon.
Entre los objetos subyacentes en los grupos de Lie, se encuentra toda suerte de figuras geométricas como por ejemplo esferas, conos y cilindros del espacio tridimensional. Sin embargo las cuestiones se hacen más complejas (como si se potenciaran) cuando se las observa en más de tres dimensiones. «Comprendrer y clasificar las estructuras {\displaystyle E_{8}\,} ha sido crítico para comprender los fenómenos en numerosos dominios de las matemáticas incluyendo el álgebra, la geometría, la física, la teoría de los números así como en la química», ha comentado Peter Sarnak, profesor de matemáticas en la Universidad de Princeton y presidente del comité científico del AIM.
Estos cálculos requieren de nuevas técnicas matemáticas y de más capacidad de cálculo en los ordenadores. Por ejemplo para llegar al cálculo de G8 una sola operación ha necesitado 77 horas en un supercomputador dotado de 200 Gbytes de memoria RAM, y ha producido un resultado del orden de 60 GBytes por lo que esta magnitud puede ser comparada a 60 veces a la requerida para el genoma humano (el conjunto de datos del genoma representa un volumen de 1 Gbyte). El equipo de investigadores busca encontrar un supercomputador capaz de efectuar los cálculos requeridos; Noam Elkies, un matemático de la Universidad Harvard ha puesto en evidencia un modo de fraccionar el proyecto en elementos más simples. Cada elemento produce un subconjunto del resultado y su reunión permite hallar la solución completa. Así en verano de 2006 tres integrantes del equipo de investigadores, entre ellos Fokko du Cloux, han descompuesto el programa en numerosos elementos. Los cálculos han sido realizados en una computadora de la Universidad de Washington.
El resultado del cálculo de E8 si fuera escrito sobre papel cubriría un área similar a la de la isla de Manhattan.

### Algunas cifras a partir del cálculo deE8{\displaystyle E_{8}\,}
Algunas nociones respecto a la magnitud del resultado final:
- El resultado de E8 es una matriz de 453 060 filas y columnas.
- La matriz comporta 205 263 363 600 elementos,
- Si cada elemento de esta matriz estuviera escrito sobre una superficie de 2,5 cm², la matriz tendría la extensión de un cuadrado de 10 km de lado.

- Número de polinomios distintos: 1 181 642 979,
- número de coeficientes entre los polinomios distintos: 13 721 641 221,
- más grande coeficiente: 11 808 808,
- polinomio de mayor coeficiente: 152 q22 + 3472 q21 + 38 791 q20 + 293 021 q19 + 1 370 892 q18 + 4 067 059 q17 + 7 964 012 q16 + 11 159 003 q15 + 11 808 808 q14 + 9 859 915 q13 + 6 778 956 q12 + 3 964 369 q11 + 2 015 441 q10 + 906 567 q9 + 363 611 q8 + 129 820 q7 + 41 239 q6 + 11 426 q5 + 2 677 q4 + 492 q3 + 61 q2 + 3 q,
- valor del polinomio q=1: 60 779 787,
- polinomio con el mayor valor (cuando q=1) descubierto hasta el presente (mayo de 2007): 1 583 q22 + 18 668 q21 + 127 878 q20 + 604 872 q19 + 2 040 844 q18 + 4 880 797 q17 + 8 470 080 q16 + 11 143 777 q15 + 11 467 297 q14 + 9 503 114 q13 + 6 554 446 q12 + 3 862 269 q11 + 1 979 443 q10 + 896 537 q9 + 361 489 q8 + 129 510 q7 + 41 211 q6 + 11 425 q5 + 2 677 q4 + 492 q3 + 61 q2 + 3 q,
- valor para un polinomio q=1: 62 098 473.